# Tides de Norfolk
Les Tides de Norfolk (en anglais : Norfolk Tides, « les marées de Norfolk ») sont une équipe de ligue mineure de baseball basée à Norfolk (Virginie). Affiliés à la formation de MLB des Orioles de Baltimore depuis 2007 après avoir affilié aux Mets de New York de 1969 à 2006, les Tides jouent au niveau Triple-A en Ligue internationale et évoluent depuis 1993 au stade Harbor Park (12 067 places). Ils jouèrent au Met Park entre 1969 et 1993.

## Histoire
La franchise des Tides fut fondée en 1961 à Portsmouth (Virginie) sous le nom des Tides de Portsmouth-Norfolk (1961-1962) puis des Tides de Tidewater. Les Tides évoluaient en simple-A en South Atlantic League. En 1969, l'équipe devient une formation de Triple-A en rejoignant la Ligue internationale. Dans le même temps, les Tides quittent Portsmouth pour la ville voisine de Norfolk et son nouveau stade du Met Park. En 1993, l'équipe change de nom pour adopter celui des Tides de Norfolk.

## Palmarès
- Champion de la Ligue internationale : 1972, 1975, 1982, 1983 et 1985.
- Vice-champion de la Ligue internationale : 1971, 1987, 1988 et 1995.